# Mamut (película)
Mamut (en inglés Mammoth) es una película sueca de 2009, dirigida por Lukas Moodysson e interpretada por Gael García Bernal, Michelle Williams y Marife Necesito. Es la primera película rodada en inglés  de este director-sus anteriores películas se habían rodado en sueco, excepto Lilja 4-ever, rodada en ruso- y en ella también se escucha el idioma tagalo y el tailandés.
Es un drama familiar y social ambientado en varios escenarios internacionales (EE. UU., Tailandia y Filipinas), con mucho realismo de ambientación, que muestra las diferentes formas de vida, en especial, en lo concerniente al cuidado y relación con los hijos y las distintas expectativas de vida presente y futura de estos. 

## Argumento
Leo es un hombre que ha alcanzado el éxito en la industria de los videojuegos. Y Ellen, su mujer, trabaja como cirujana en un servicio de urgencias, en el turno de noche, atendiendo principalmente casos de agresiones y accidentes. Viven en Nueva York con su hija Jackie de siete años, que, debido a la intensa dedicación de sus padres a sus respectivos trabajos, pasa la mayor parte de su tiempo con una niñera filipina que, a su vez, no puede atender a sus dos hijos pequeños que tuvo que dejar con su abuela en Filipinas. Leo viaja a Tailandia para cerrar un contrato, donde la distancia y la observación de otras realidades le sumerge en un proceso de cuestionamiento.